# Muriel Day
Muriel Day (* 11. Januar 1942 in Newtownards, County Down) ist eine irische Schlagersängerin.

## Leben und Wirken
Muriel Day war in den 1960er Jahren Sängerin bei The Saint´s Showband und später bei der Dave Glover Showband. 1963 hatte sie eine kleine Rolle als Nachtclubsängerin im Spielfilm Geliebter Spinner.
Sie wurde durch eine Vorentscheidung ausgewählt, Irland beim Eurovision Song Contest 1969 in Madrid zu vertreten. Ihr Schlager The wages of love erreichte den siebten Platz, aber in den irischen Charts ging der Titel auf Platz 1.
1971 ging sie nach Kanada und war auch dort anfangs als Sängerin, später im medizinischen Bereich tätig. Sie kehrte in den 1990er Jahren zurück nach Belfast und hatte dort noch kleine Gesangsauftritte.